# Ozarba inopinata
Ozarba inopinata là một loài bướm đêm trong họ Noctuidae.